# جي. سي. دالي
جي. سي. دالي هو سياسي أمريكي، ولد في 1846، وتوفي في 1932. نشط حزبياً في الحزب الديمقراطي والحزب الجمهوري.